# 383417 DAO
383417 DAO este o planetă minoră (asteroid) din centura de asteroizi. A fost descoperită pe 23 octombrie 2006 la Mauna Kea de David D. Balam. 
Obiectul prezintă o orbită caracterizată de o semiaxă mare de 3,0781811160454 UAi, o excentricitate de 0,04, o înclinație de 13,7 ° în raport cu ecliptica.